# Пайк, Криста
Криста Гейл Пайк (англ. Christa Gail Pike, род. 10 марта 1976 года) — одна из самых молодых женщин в США, приговорённых к смертной казни. В 20 лет Криста была обвинена в пытках и убийстве своей однокурсницы Колин Слеммер.

## Биография
Жизнь Кристы была тяжёлой, она бросила среднюю школу. Вскоре она вступила в Job Corps, государственную программу помощи малообеспеченной молодёжи путём предложения профессионального образования и развития профессиональных навыков. Пайк училась в одном из центров Job Corps, расположенном в Ноксвилле, штат Теннесси (ныне закрыт). В этом центре Пайк влюбилась в парня по имени Тадарил Шипп, который был старше её на год. Вместе они увлеклись оккультизмом и поклонением дьяволу.

## Преступление
Пайк ревновала Шиппа к 19-летней студентке по имени Колин Слеммер. Она считала, что Слеммер пыталась «увести» её парня, хотя друзья Слеммер опровергали подобные обвинения. Вместе со своей приятельницей Шадоллой Петерсон Пайк спланировала заманить Слеммер для расправы на заброшенную теплоэлектростанцию недалеко от территории университета Теннесси.
12 января 1995 года Пайк, Шипп, Петерсон и Слеммер вышли из общежития и направились к лесу, где предложили Слеммер покурить с ними немного марихуаны в знак примирения. Когда компания добралась до условленного места, на Слеммер напали Криста и Тадарил, в то время как Петерсон стояла «на стрёме». Согласно судебным показаниям, в течение последующих 30 минут Колин подвергалась издевательствам, её избивали и наносили ей ножевые ранения. Убийцы также вырезали пентаграмму на груди жертвы. В конечном итоге, Пайк убила Слеммер, размозжив ей голову огромным куском асфальта, и взяла с собой осколок её черепа.
Пайк стала хвастаться осколком черепа перед своими однокурсниками, и спустя 36 часов все трое были арестованы. В журнале посещений центра было отмечено, что вышли четверо студентов, однако обратно вернулись только трое. Полиция также обнаружила осколок черепа в куртке Пайк, а в комнате Шиппа была найдена «Сатанинская библия». Пайк утверждала, что они пытались всего лишь напугать Слеммер, однако в конечном итоге ситуация вышла из-под контроля.

## Судебный процесс
Пайк была обвинена в убийстве и в заговоре с целью совершить убийство. 22 марта 1996 года, спустя несколько часов обсуждений, Пайк была признана виновной по обоим пунктам. 30 марта 1996 года Пайк была приговорена к казни на электрическом стуле по обвинению в убийстве и к 25 годам заключения по обвинению в заговоре. Шипп был приговорён к пожизненному заключению с возможностью условно-досрочного освобождения в 2028 году. Петерсон, проходившая по делу как свидетель, получила испытательный срок за признание себя виновной в соучастии.

## Обжалование приговора
После вынесения приговора Пайк сначала обжаловала его, потом прекратила обжалование, а затем вновь возобновила процесс по обжалованию приговора в судах штата Теннеси. В июне 2001 и в июне 2002 Пайк, вопреки совету своих адвокатов, обратилась к суду с просьбой прекратить производство по всем её апелляциям. Судья уголовного суда Мэри Бэт Лейбовиц удовлетворила просьбу, и казнь была назначена на 19 августа 2002 года. Но вскоре Пайк изменила своё мнение, и 8 июля 2002 года защищавшие её адвокаты выступили с ходатайством по поводу возобновления процесса обжалования. Это ходатайство было отклонено. Однако 2 августа 2002 года трое судей апелляционного суда пришли к выводу, что процесс обжалования должен быть продолжен, и казнь не состоялась. В декабре 2008 года ходатайство Пайк о новом пересмотре её дела было отклонено, и она была переведена обратно в камеру смертников. По состоянию на май 2014 года дата казни не была установлена, и дело Пайк перешло в федеральную судебную систему. Федеральный суд в 2016 году отклонил ходатайство Пайк об освобождении и отмене смертной казни.

## Покушение на убийство
24 августа 2001 года Пайк, находясь в заключении, вместе с предполагаемой соучастницей Наташей Корнетт напала на заключённую Патрисию Джонс и попыталась задушить её шнурками от ботинок. 12 августа 2004 года Пайк обвинили в попытке совершить убийство первой степени. Несмотря на предположение Департамента исправительных учреждений Теннесси об участии Наташи в этом преступлении, детективы пришли к заключению, что улик недостаточно для того, что судить Наташу вместе с Пайк.

## Попытка побега из тюрьмы
В марте 2012 года обнаружилось, что Пайк планировала побег при помощи офицера Джастина Хелфина и жителя Нью-Джерси Дональда Кохута. Дональд навещал Кристу в тюрьме, однако детали его отношений с Пайк не были выяснены. Эта попытка была пресечена совместным расследованием Департамента исправительных учреждений Теннесси, Бюро расследований Теннесси и полиции штата Нью-Джерси.

## В кино
История об убийстве Колин Слеммер была показана в таких передачах, как Deadly Women, Killer Kids, Killed by Gossip, ‘’For My Man’’ и Snapped: Killer Couples.